# Barnea candida
Barnea candida är en musselart som beskrevs av Carl von Linné 1758. Barnea candida ingår i släktet Barnea och familjen borrmusslor. Arten är reproducerande i Sverige. Inga underarter finns listade i Catalogue of Life.

Höger klaff
Vänster klaff

## Bildgalleri

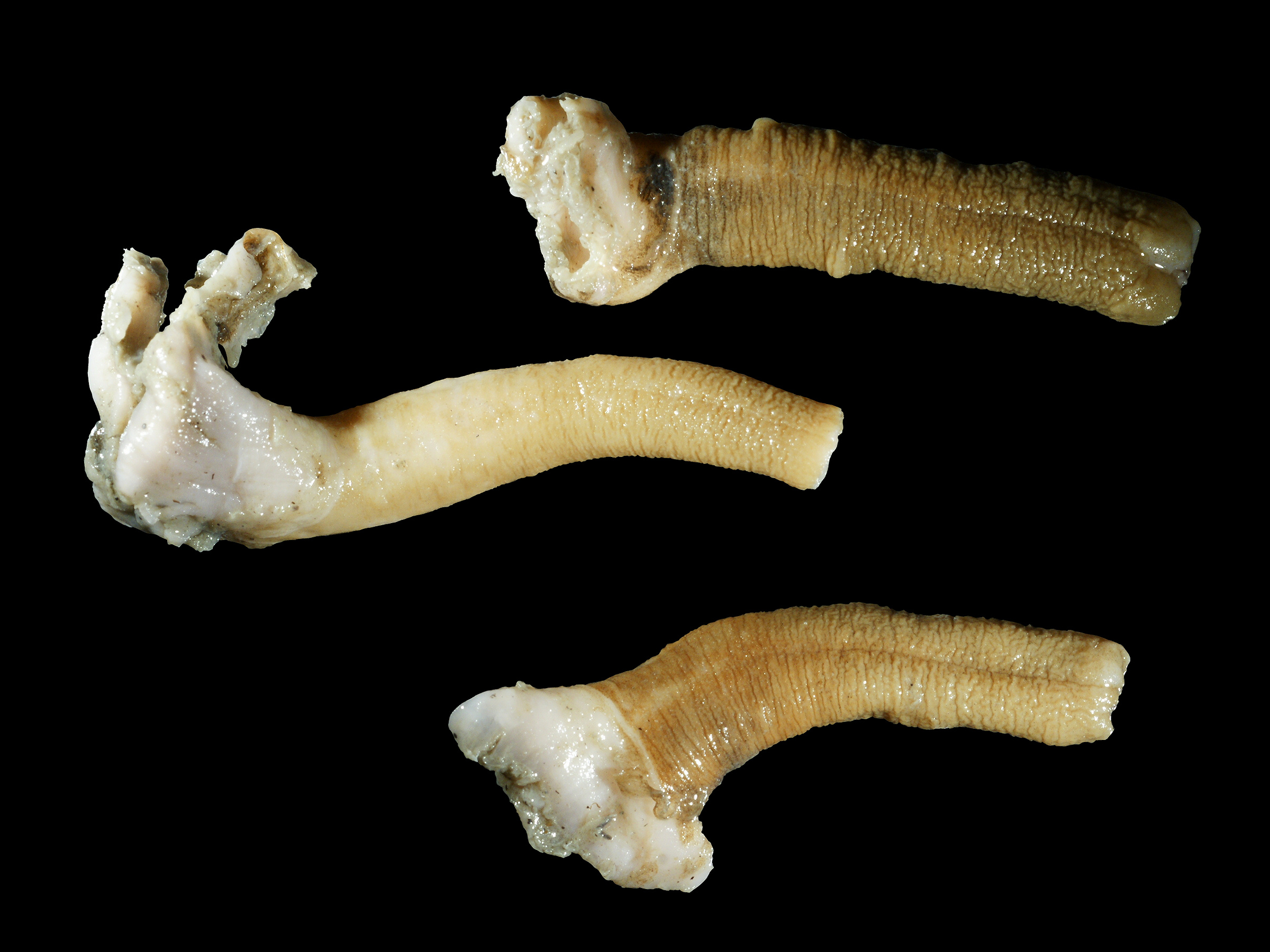